# Ernst Nieizwiestny
Ernst Iosifowicz Nieizwiestny (ros. Эрнст Ио́сифович Неизве́стный, ur. 9 kwietnia 1925 w Swierdłowsku, zm. 6 sierpnia 2016 w Nowym Jorku) – radziecki i amerykański rzeźbiarz.

## Życiorys
Był synem lekarza, który podczas wojny domowej w Rosji był oficerem białej armii. Uczył się w szkole w Leningradzie, która podczas wojny z Niemcami została ewakuowana do Samarkandy. W 1942, w wieku 17 lat wstąpił ochotniczo do Armii Czerwonej i został skierowany do szkoły wojsk powietrznodesantowych w mieście Kuszka (obecnie Serhetabat w Turkmenistanie), 1943-1945 walczył w składzie 2 Frontu Ukraińskiego, w kwietniu 1945 podczas walk w Austrii został ciężko ranny i omyłkowo uznany za poległego, „pośmiertnie” odznaczony Orderem Czerwonej Gwiazdy. Później został wykładowcą w szkole wojskowej w Swierdłowsku, w 1946 uczył się w Akademii Sztuk Pięknych w Rydze, a 1947-1954 w Instytucie Sztuk Pięknych im. Surikowa w Moskwie, jednocześnie uczęszczał na zajęcia z filozofii w Moskiewskim Uniwersytecie Państwowym im. Łomonosowa. W 1955 został przyjęty do sekcji rzeźbiarzy moskiewskiego oddziału Związku Artystów ZSRR, w 1959 wygrał konkurs na pomnik Zwycięstwa w Wielkiej Wojnie Ojczyźnianej. Po 1953 stał się przeciwnikiem socrealizmu, w 1976 opuścił ZSRR, udając się do Zurychu, a w 1977 do Nowego Jorku, gdzie pozostał. Po 1989 wielokrotnie odwiedzał Rosję. Zaprojektował pomnik Maska Boleści w Magadanie, upamiętniający ofiary represji stalinowskich i więźniów gułagów znajdujących się na Kołymie, odsłonięty w 1996. Rzeźbił dzieła głównie o tematyce religijnej (m.in. rzeźba Wielkie ukrzyżowanie), poza tym stworzył projekt Statui Wolności ku czci Tajwanu i cykl ilustracji do Piekła Dantego. W USA opracował olbrzymie Drzewo życia złożone z 50 rzeźb i przeznaczone dla Moskwy. Był członkiem Szwedzkiej Akademii Królewskiej i nowojorskiej Akademii Sztuk i Nauk. W 1990 w Swierdłowsku otwarto poświęcone mu muzeum; podobne muzeum otwarto też w mieście Uttersberg w Szwecji (1987).

## Odznaczenia i nagrody
- Order „Za zasługi dla Ojczyzny” III klasy (1996)
- Order Honoru (2000)
- Państwowa Nagroda Federacji Rosyjskiej (1995)
- Order Czerwonej Gwiazdy

I medale.